# 皮达涅勒
皮达涅勒（法語：Puydaniel，法語發音：[pɥidanjɛl]）是法国上加龙省的一个市镇，属于米雷区。

## 地理
皮达涅勒（43°20'9"N, 1°25'57"E）面积7.38 平方千米，位于法国奧克西塔尼大區上加龙省，该省份为法国西南部内陆省份，西南端与西班牙接壤，自此顺时针与上比利牛斯省、热尔省、塔恩-加龙省、塔恩省、奥德省和阿列日省接壤。
与皮达涅勒接壤的市镇（或旧市镇、城区）包括：拉格拉斯迪约、欧特里沃、埃斯佩尔斯、莫雷萨克。

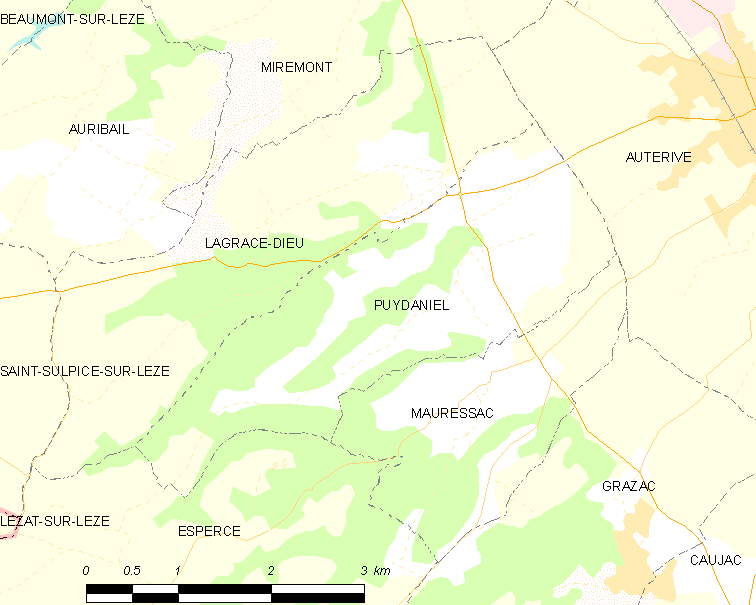
皮达涅勒的OSM定位图

皮达涅勒的时区为UTC+01:00、UTC+02:00（夏令时）。

## 行政
皮达涅勒的邮政编码为31190，INSEE市镇编码为31442。

## 政治
皮达涅勒所属的省级选区为欧特里沃县。

## 人口

1962-2008年间皮达涅勒人口变化图示

皮达涅勒于2022年1月1日时的人口数量为573人。